# Nitrato de cádmio
Nitrato de cádmio ou nitrato de cádmio tetrahidratado, é um composto químico de fórmula molecular Cd(NO3)2. 4(H2O).

## Características
É um sal inorgânico, sólido inodoro não radioativo, de coloração branca. Não é inflamável, mas pode causar fogo se em contato com certos materiais: como madeira, materiais combustíveis,etc. Quando exposto ao fogo aumentará a intensidade e pode formar óxidos tóxicos de nitrogênio e cádmio.

## Síntese
nitrato de cádmio pode ser preparado dissolvendo cádmio metálico, ou seu óxido,hidróxido ou carbonato em ácido nítrico,o nitrato de cádmio é então cristalizado evaporando a a água da solução.
CdO + 2HNO3 → Cd(NO3)2 + H2O
CdCO3 + 2 HNO3 → Cd(NO3)2 + CO2 + H2O
Cd + 4 HNO3 → 2 NO2 + 2 H2O + Cd(NO3)2

## reações
À elevadas temperaturas nitrato de cádmio se dissocia em óxido de cádmio, e em óxidos de nitrogênio.Quando sulfeto de hidrogênio é borbulhado em uma solução ácida de nitrato de cádmio,sulfeto de cádmio é formado

## Usos
É usado como tintura para vidros e porcelana, como reagente de laboratório, e outros.

## Propriedades Físico-Químicas
- Peso molecular 308,47
- Ponto de ebulição (°C)?
- Ponto de fusão (°C) 59,4
- Temperatura crítica (°C)?
- Pressão crítica (atm)?
- Densidade relativa do líquido (ou sólido) 2,45 A 20 °C (SÓLIDO)